# Districtul Pho Tak
Pho Tak (în thailandeză โพธิ์ตาก) este un district (Amphoe) din provincia Nong Khai, Thailanda, cu o populație de 14.886 de locuitori și o suprafață de 102,5 km².

## Componență
Districtul este subdivizat în 3 subdistricte (tambon), care sunt subdivizate în 27 de sate (muban).
| Nr. | Nume       | În thailandeză | Sate | Locuitori |  |
| --- | ---------- | -------------- | ---- | --------- |  |
| 1.  | Pho Tak    | โพธิ์ตาก         | 7    | 4,208     |  |
| 2.  | Phon Thong | โพนทอง         | 11   | 6,441     |  |
| 3.  | Dan Si Suk | ด่านศรีสุข        | 9    | 4,237     |  |